# Fiat 1500 (1935)
El Fiat 1500 fue un automóvil con motor de seis cilindros en línea producido por Fiat entre 1935 y 1950, uno de los primeros probado en un túnel de viento, después del Chrysler Airflow producido un año antes. Su estilo fluido logró una eficiencia aerodinámica hasta entonces sin igual en un automóvil de turismo y (contrariamente al fracaso del Airflow de Chrysler) refutó la tesis de que los coches aerodinámicos no se venderían bien.

## Historia
El Fiat 1500 se presentó en noviembre de 1935 en el Salone dell'automobile di Milano (Salón del Automóvil de Milán). Fue impulsado por un motor de seis cilindros en línea OHV de 1493 cm³ (91,1 plg³), con una potencia de 45 CV (33 kW; 44 HP) a 4400 rpm. La transmisión tenía cuatro velocidades y estaba dotada de sincronización en las dos marchas superiores. La velocidad máxima era de 115 km/h (71 mph). Por primera vez en un Fiat, se utilizó una suspensión independiente en la parte delantera, del tipo Dubonnet. El chasis tenía forma de X, con una sección central en forma de caja.
Fiat ofreció dos estilos de carrocería de fábrica, un sedán sin pilares de cuatro puertas (con puertas de suicidio en la parte trasera) y un descapotable de dos puertas (también con la bisagra en la parte trasera). Ambos carecían de tapa del maletero, ya que solo se podía acceder al compartimento plegando el asiento trasero, y llevaban una rueda de repuesto externa en un hueco habilitado en la parte trasera de la carrocería. Como alternativa, el 1500 también estaba disponible como chasis desnudo, y numerosos coches fueron carrozados por especialistas.

### 1939: el 1500 B
En 1939 se introdujo un modelo mejorado de la segunda serie, que se distinguía como era la costumbre de Fiat en ese momento por una letra agregada al nombre del modelo: el Fiat 1500 B. Tenía frenos más potentes y un freno de mano actuando sobre la transmisión a través de un freno de cinta en lugar de los frenos de tambor en el eje trasero como en la versión anterior. El 1500 B era prácticamente indistinguible del modelo original.

### 1940: el 1500 C
El 1500 B duró poco, ya que en 1940 Fiat lo reemplazó por el 1500 C, luciendo un frontal rediseñado y de aspecto más convencional. Siguiendo el aspecto introducido con el buque insignia de 1938, el Fiat 2800, la rejilla era puntiaguda, más alta y más erguida que antes: el llamado "musone", hocico grande. Los faros dejaron de estar integrados en los guardabarros delanteros. A partir de este modelo, la única opción de carrocería de fábrica era la berlina de 4 puertas.

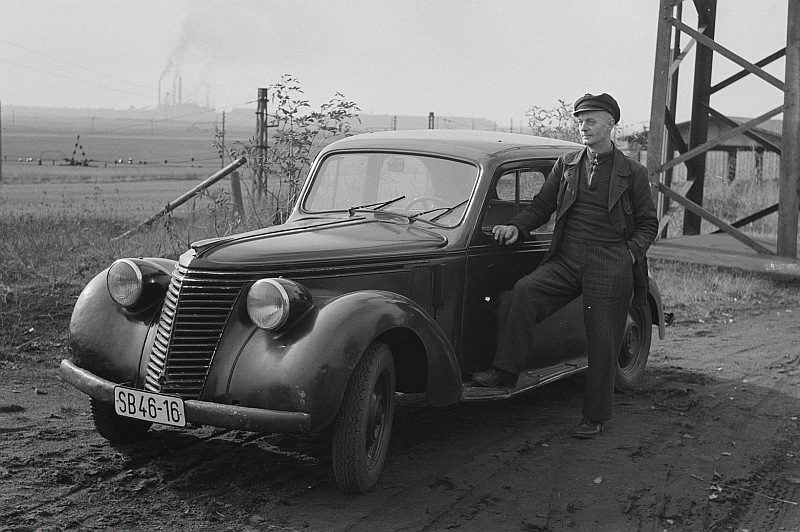
Un 1500 C o D, mostrando el frontal rediseñado utilizado desde 1940 en adelante

### 1946: el 1500 D
En 1946, después de la Segunda Guerra Mundial, Fiat reanudó la producción de los modelos de antes de la guerra, el 500, 1100 y el 1500 C. Dado que el desarrollo continuo de automóviles completamente nuevos llevaría algunos años, se realizaron mejoras para mantener competitivos en el mercado estos vehículos de la década de 1930. El 1500 D resultante se introdujo en el Salón del Automóvil de Turín de 1948, junto con el 1100 B actualizado y el 500 B Giardiniera (camioneta).
Externamente, el 1500 D se mantuvo prácticamente sin cambios con respecto al 1500 C de 1940, mientras que se introdujeron diferencias mecánicas significativas. La suspensión delantera Dubonnet había sido reemplazada por un diseño de doble horquilla similar al del 1100; por lo tanto, la dirección también tuvo que cambiarse. El motor había recibido un carburador Weber 30 DCR de doble estrangulador, una relación de compresión más alta de 6.2:1 y otros cambios, aumentando la potencia hasta 47 CV (35 kW; 46 HP); la velocidad máxima subió a 120 km/h (75 mph). Entre 1948 y 1949, la producción de este modelo ascendió a más de 2800 unidades.

### 1949: el 1500 E
La quinta y última versión del 1500, el 1500 E, se mostró por primera vez en la Feria del Levante de 1949 en Bari, junto con el 1100 E igualmente actualizado. El principal rasgo distintivo de estos modelos "E" era su maletero, accesible desde el exterior del coche; la rueda de repuesto montada previamente en la parte trasera tuvo que llevarse dentro del automóvil, atornillada dentro de la tapa del maletero recién incorporada. La carrocería de popa y de las puertas traseras fue rediseñada: la parte trasera inclinada, casi sin cambios desde 1935, dio paso al estilo de tres cuerpos. Junto con la adopción de parachoques más robustos, se aumentó la longitud total del automóvil en unos 3 cm (1,2 plg). La ventana trasera era de una pieza en lugar de estar dividida, y los estribos estaban integrados en las piezas laterales de la carrocería.
Se hicieron otras revisiones notables a la transmisión: se reforzó el embrague, se agregó sincronismo a la segunda marcha y disponía de la palanca de cambio situada en la columna de la dirección. En total, se fabricaron aproximadamente 1700 unidades del 1500 E, para un total de aproximadamente 46.000 ejemplares del 1500 de todos los modelos.
Después de 15 años de producción, en 1950, el 1500 fue reemplazado por el innovador Fiat 1400/1900 de carrocería monocasco, el primer automóvil completamente nuevo de la marca de posguerra.